# 刘左皇后
刘左皇后（？—？），刘姓，十六国汉赵人。
麟嘉元年(316年)十二月，左贵嫔刘氏被刘聪册立为皇后，刘聪将要为她大修宫殿，廷尉陈元达在逍遥园李中堂劝谏刘聪不应大修土木，刘聪大怒，下令将陈元达处斩，陈元达抱着李中堂下面的树大叫自己是社稷之臣，如果被杀将要在上诉上天，下诉先帝刘渊。刘氏当时在后堂，听说后就派遣中常侍私下命令左右停止对陈元达动刑，又自己写了上疏劝谏刘聪，刘聪才解气，引见陈元达向他道歉，改逍遥园为纳贤园，李中堂为愧贤堂。
刘聪后来又册立靳月光为上皇后，刘贵妃为左皇后，靳月华为右皇后。左司隶陈元达认为同时册立三个皇后违反礼仪制度，极力劝谏，刘聪不听。